# Jubilé de diamant d'Élisabeth II
Ne doit pas être confondu avec Jubilé d'or d'Élisabeth II ou Jubilé de platine d'Élisabeth II.

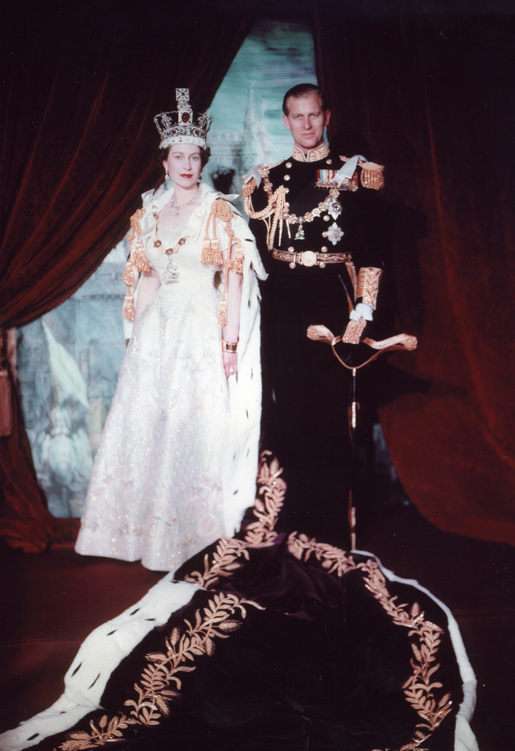
La reine Élisabeth II et le prince consort Philip, lors de son couronnement, le 2 juin 1953.

Monogramme royal du jubilé de diamant de la reine.

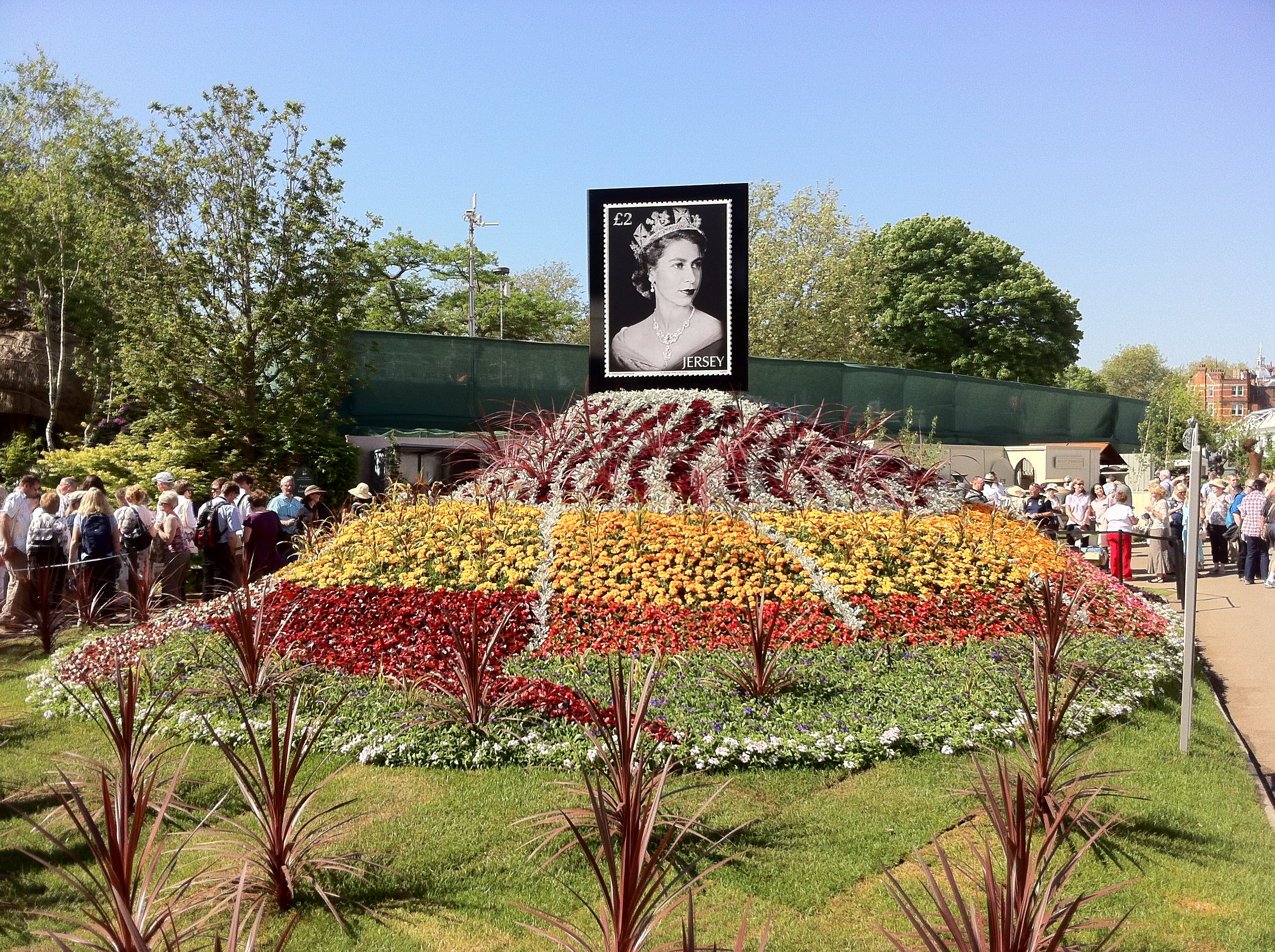
Hommage à la reine Élisabeth II pour son jubilé en mai 2012, lors d'une exposition florale sur l'île de Jersey.

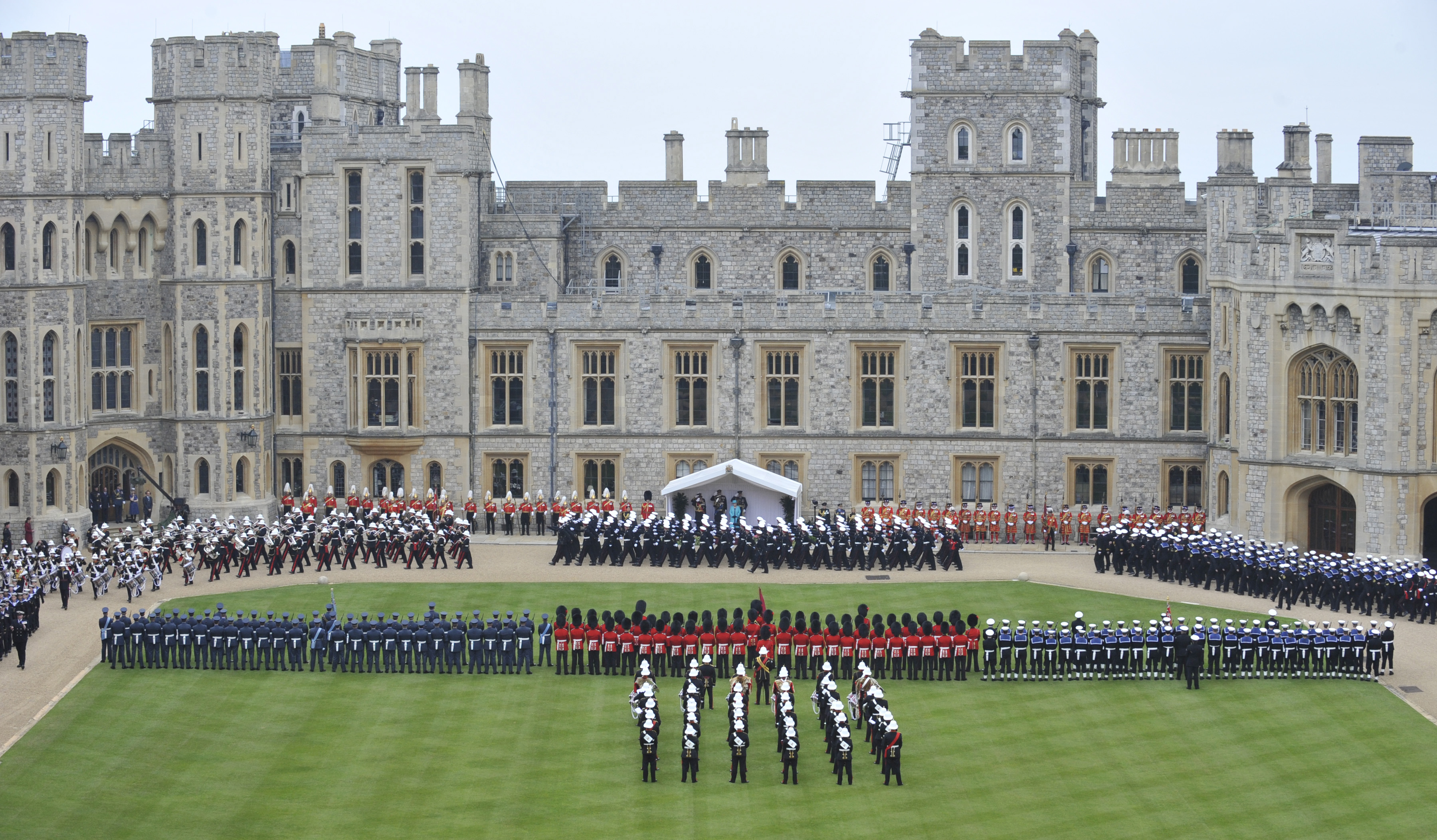
La reine inspecte les membres de toutes ses forces armées à la parade militaire au château de Windsor.

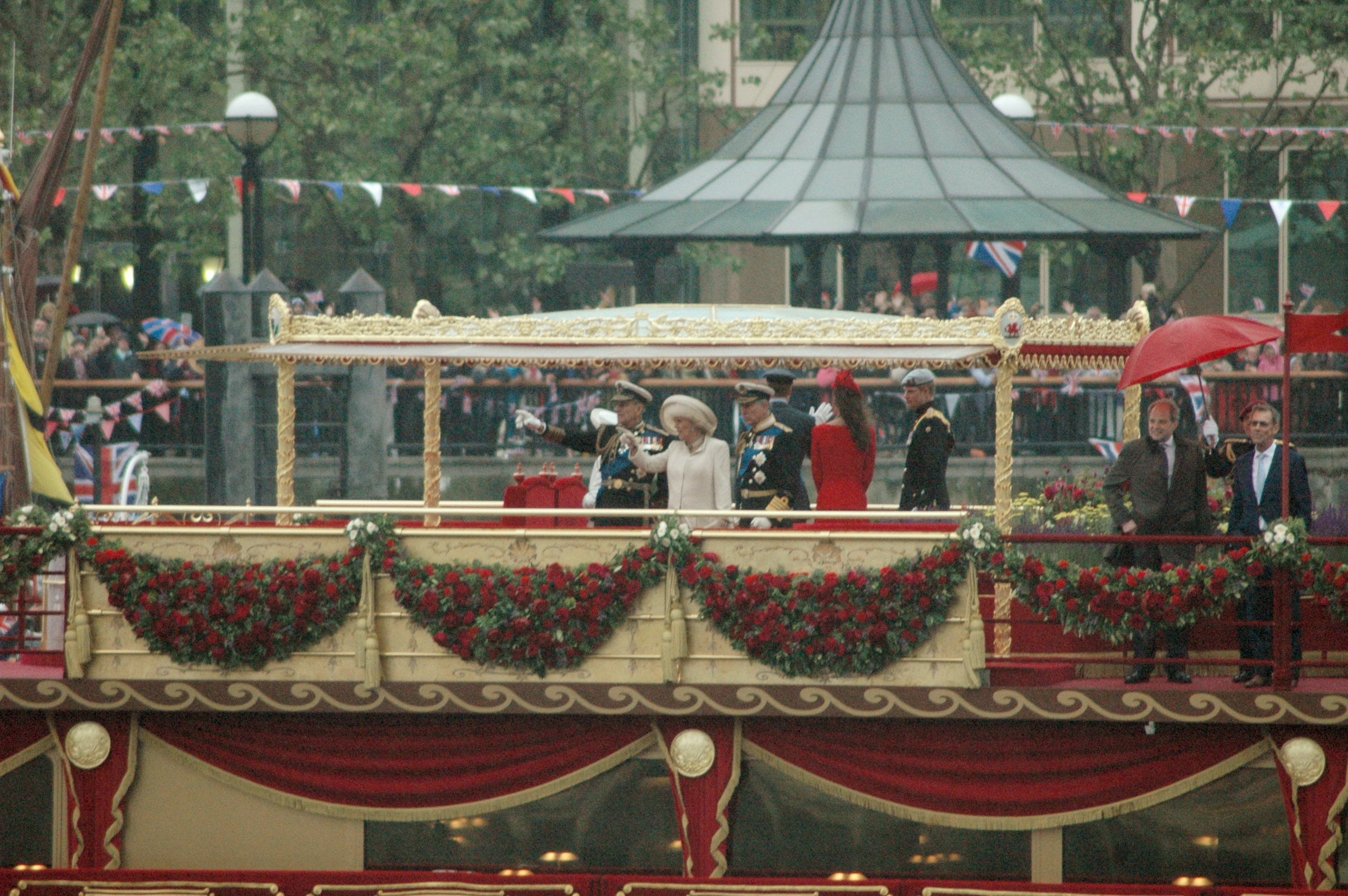
Le Prince Philip, duc d'Édimbourg ; Camilla, duchesse de Cornouailles ; le Prince Charles, prince de Galles ; le Prince William, duc de Cambridge ; Catherine, duchesse de Cambridge et le Prince Harry à bord du MS Spirit of Chartwell pendant la parade navale du jubilé de diamant sur la Tamise.

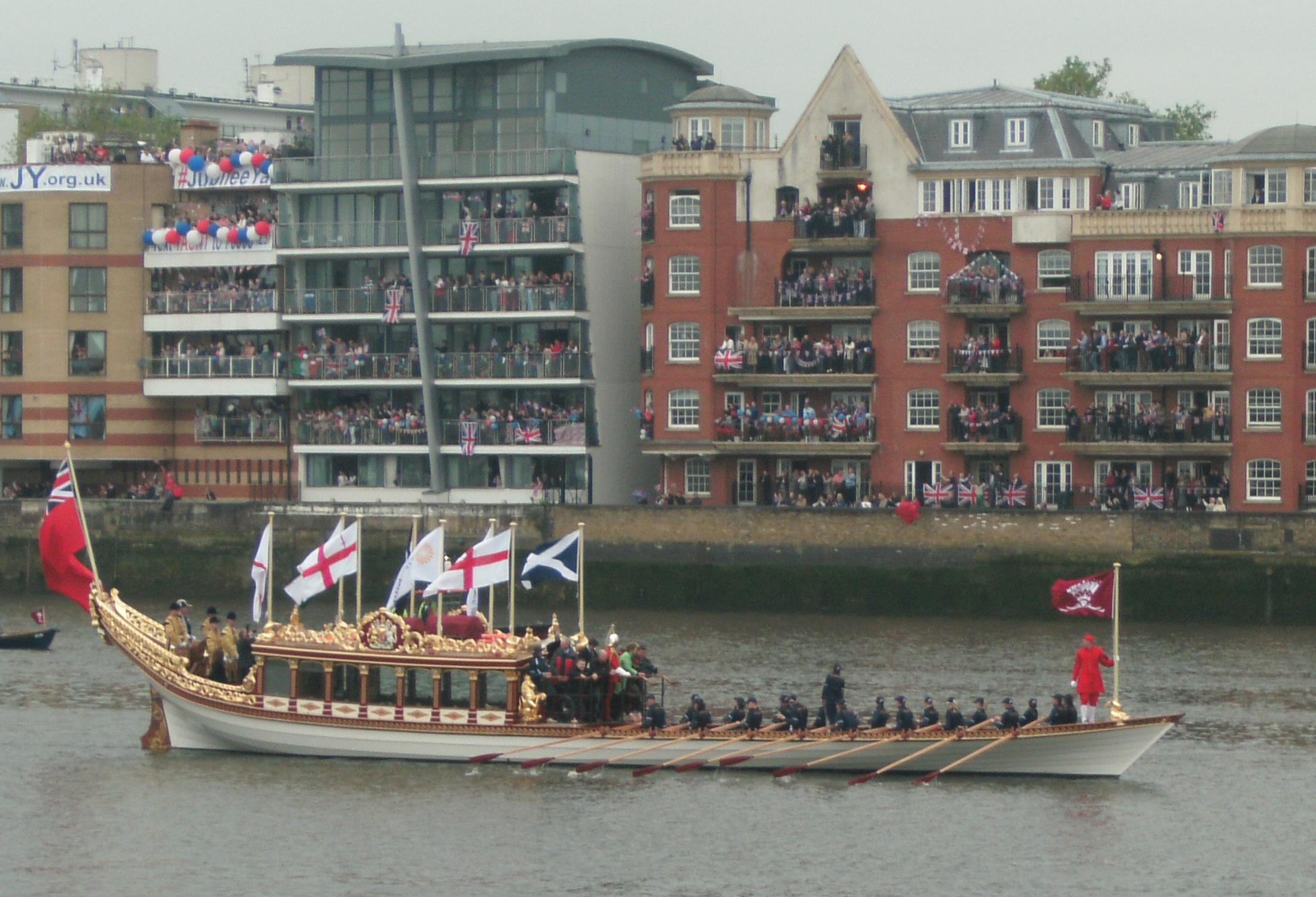
La barge royale Gloriana.

Le jubilé de diamant d'Élisabeth II (en anglais : Diamond Jubilee of Elizabeth II) est un événement international se déroulant du 6 février au 5 juin 2012, marquant les 60 années de règne de la reine Élisabeth II sur le trône du Royaume-Uni et de ceux de sept autres pays, depuis la mort de son père, le roi George VI, le 6 février 1952. Elle règne désormais sur 16 pays souverains, dont 12 furent des colonies ou des dominions de l'empire colonial britannique au début de son règne.
La reine Victoria, en 1897, est le seul autre monarque dans l'histoire du Royaume-Uni à avoir célébré un jubilé de diamant. Conformément à la tradition des jubilés, une « médaille du jubilé », en diamant, est décernée dans les différents pays du Commonwealth, des jours fériés sont décrétés et des manifestations publiques sont organisées. Des discussions de niveau gouvernemental ont été menées depuis 2011 afin de mettre en place ces événements.

## Déroulement du jubilé
Ce défilé est un événement majeur pour le prestige de la monarchie britannique au tournant des années 2010, surtout qu’il se déroule la même année que les Jeux olympiques de Londres et un an après le mariage princier entre William et Catherine Middleton.

## Manifestations par pays

### Royaume-Uni

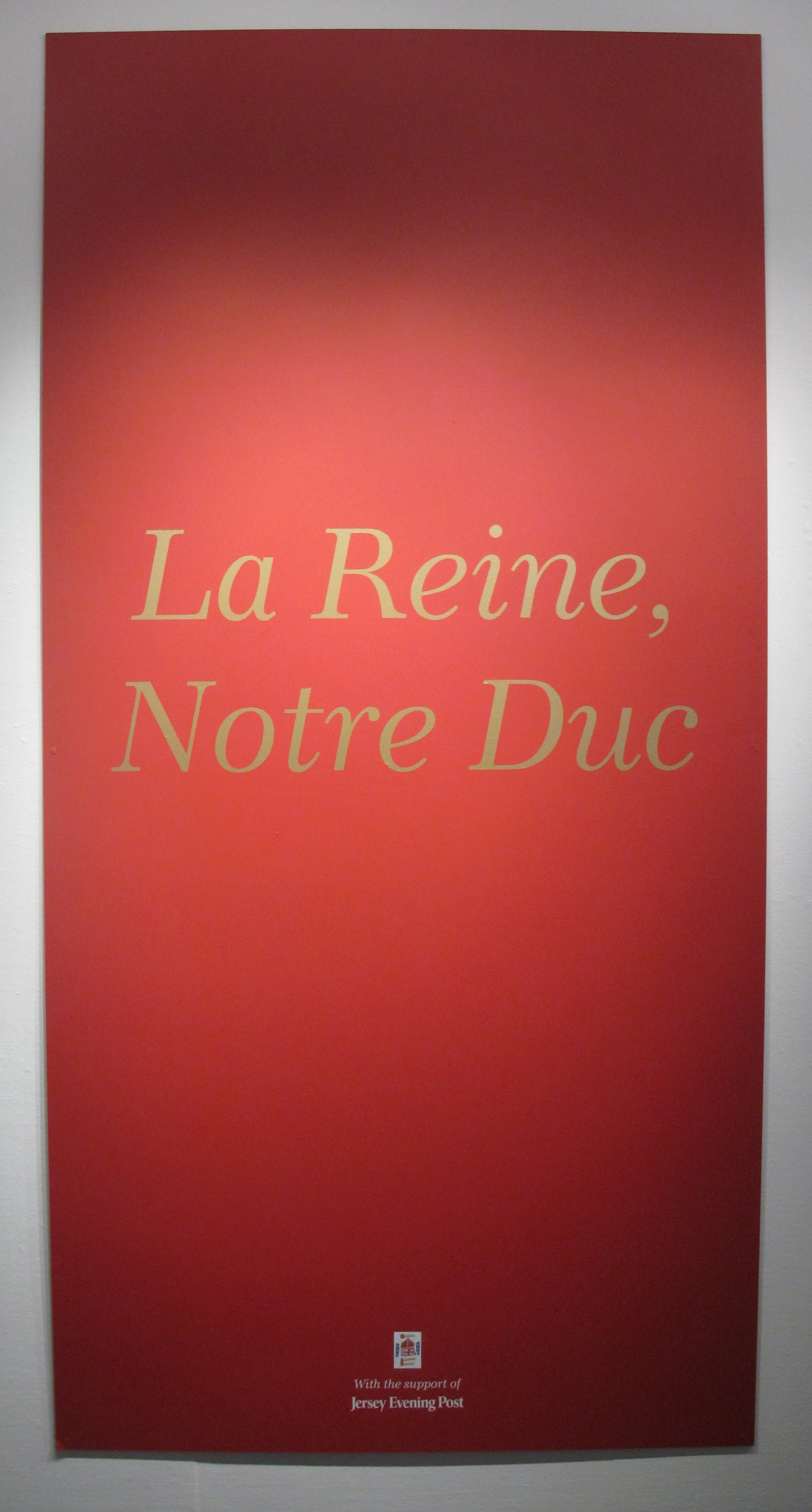
Titre officiel de la Reine d'Angleterre et duc de Normandie dans les îles Anglo-Normandes (Jubilé de diamant 2012).

Le 19 mai 2012, il y eut un défilé militaire au château de Windsor, fait pour la première fois par l'armée, la force aérienne et la marine du Royaume-Uni au même événement.
Le 3 juin 2012, il y eut un défilé fluvial sur la Tamise à Londres, avec un millier de navires présents. En septembre 2012, la barge qui a accueilli Élisabeth II est reconvertie en bateau de croisière.
Un carillon de huit cloches spéciales fut fait pour la cérémonie, et utilisé dans un des bateaux. Après la cérémonie, les cloches furent données à l'église St James Garlickhythe dans la Cité de Londres où elles pendent dans son clocher.
La Tour de l'Horloge du palais de Westminster, qui abrite Big Ben, fut renommée la Tour Elizabeth en honneur de la reine.
Le borough londonien de Greenwich fut fait un « borough royal ».
Main Gate, une des portes de Kew Gardens à Londres, fut renommée Elizabeth Gate en honneur de la reine.

## Sources
- (en) Cet article est partiellement ou en totalité issu de l’article de Wikipédia en anglais intitulé « Diamond Jubilee of Elizabeth II » (voir la liste des auteurs).